# Chaumont Football Club
Il Chaumont Football Club, meglio conosciuto come Chaumont, è una società di calcio francese, con sede a Chaumont, nella regione del Grande Est.

## Storia
La squadra nacque 1957 dalla fusione di due piccole squadre locali, l'Entente Chaumont Athlétic des Cheminots ed il Chaumont Athlétic Club, come Entente Chaumont Athlétic des Cheminots; primo presidente del club fu Marcel Baron. La squadra ha vissuto il suo periodo di maggior prestigio dagli anni '70 ai primi anni '90 del XX secolo, militando per sedici stagioni non consecutive nella serie cadetta transalpina. Prima stagione disputata nella seconda serie fu nella stagione 1966-1967, sotto la guida di Pierre Flamion.  Nella stagione 1970-1971 il club sfiorò la promozione, ottenendo il secondo posto del Gruppo A, a due punti dal promosso Lilla.
Il 4 ottobre 1991 il club viene messo in liquidazione ed è costretto a ripartire dai dilettanti come Chaumont Football Club.